# Districtul Kosum Phisai
Kosum Phisai (în thailandeză โกสุมพิสัย) este un district (Amphoe) din provincia Maha Sarakham, Thailanda, cu o populație de 120.584 de locuitori și o suprafață de 827,876 km².